# アジット・クマール
アジット・クマール（Ajith Kumar、1971年5月1日 - ）は、インドのタミル語映画で活動する俳優。これまでにフィルムフェア賞 南インド映画部門、タミル・ナードゥ州映画賞、ヴィジャイ・アワードを受賞している。また、レーサーとしても活動しており、国際レースで活動する数少ないインド人レーサーの一人である。『フォーブス・インディア』の「セレブリティ100」に3回選出されている。

## 生い立ち
1971年5月1日に生まれた。父のP・スブラマニアム（2023年死去）はタンジャーヴール出身でパラカッドにルーツを持ち、母のモーヒニはコルカタ出身のシンド人である。アジット・クマールは3人兄弟の次男であり、兄アヌープ・クマールは投資家、弟アニル・クマールはインド工科大学マドラス校を卒業して実業家としてそれぞれ活動している。
アジット・クマールは10回生の時にアサン記念シニア・セカンダリー・スクールを中退し、一家の友人（ロイヤルエンフィールドの従業員）の伝手で同社に就職し、6か月間かけてメカニックになるための訓練を受けた。しかし、ホワイトカラーの仕事に就かせようとする父の強い要望もあり退職し、別の友人が経営する衣料品輸出会社に就職した。その後はビジネス・デベロッパーに昇格して各国での営業活動を任されるようになり、仕事を通して英会話のスキルを身につけた。衣料品輸出会社を退職後、アジット・クマールは3人のビジネスパートナーと共同で繊維販売会社を立ち上げたものの事業は軌道に乗らず、別の衣料品会社に転職した。この間、衣料品業界での仕事と並立してモデルの仕事をこなし、ヘラクレス・サイクル&モーターのコマーシャル撮影に参加した際、P・C・シュリーラームに「俳優になれる容姿」を気に入られてスカウトされ、映画業界に進むことになる。

## キャリア

### 俳優

#### 1990年 - 1998年
1990年に『En Veedu En Kanavar』で学生役を演じ、俳優デビューした。その後、1993年にS・P・バーラスブラマニアム（学生時代の同級生の父親）の推薦で『Prema Pusthakam』の主人公に抜擢されたが、撮影開始から間もなく監督のゴーラプディ・シュリーニヴァースが急死したことで撮影が中断されてしまう。その後、S・P・バーラスブラマニアムの推薦で新たにセルヴァの『Amaravathi』に起用され、同作が初主演作として公開された。同作がポストプロダクション作業に入ったころ、アジット・クマールはアマチュア・モーター・レースのトレーニング中に負傷して寝たきりの状態になっており、3回の手術を経て1年半の安静を指示された。そのため、彼の台詞はヴィクラムが吹き替えている。回復後、アジット・クマールは停滞したキャリアを取り戻すため助演俳優として精力的に活動し、アルヴィンド・スワーミ主演の『Paasamalargal』、ヴィジャイ主演の『Rajavin Parvaiyile』などに出演した。1994年に出演した『Pavithra』では、ラーディカー演じる主人公から母性的な愛情を注がれる病弱な青年役を演じている。
1995年にヴァサントの『Aasai』で主演を務め、興行的な成功を収めた。同作の成功によてアジット・クマールはタミル語映画界の有望俳優として注目を集め、フィルムフェア賞 タミル語映画部門主演男優賞にノミネートされた。その後は『Kalloori Vaasal』でプラシャーント、プージャー・バットと共演し、国家映画賞 タミル語長編映画賞を受賞した『Kadhal Kottai』では主演を務め、デーヴァヤーニ、ヘーラ・ラージャゴーパールと共演している。1997年は5本の映画に出演したが、いずれも興行成績は振るわなかった。同時期に映画配給事業にも参入したが不調に終わり、さらに負債を抱え込むことになった。この時期をアジット・クマールは「残酷な期間」と称しており、慢性的な腰痛にも悩まされたこともあり、複数の映画製作が延期に追い込まれた。5本のうちアミターブ・バッチャンがプロデュースした『Ullaasam』では、キャリアの中で初めて200万ルピーという高額な出演料を受け取っている。1998年に出演したサランの『Kaadhal Mannan』で興行的な成功を収め、同作の成功でアジット・クマールは幅広い世代のファン層を獲得した。一方、スーリヤとダブル主演を務める予定だった『Nerrukku Ner』は、監督のヴァサントとの意見対立により降板している。その後に出演した『Aval Varuvala』『あなた様のお傍に』も興行的な成功を収めたが、『Uyirodu Uyiraga』の興行成績は振るわなかった。

#### 1999年 - 2008年

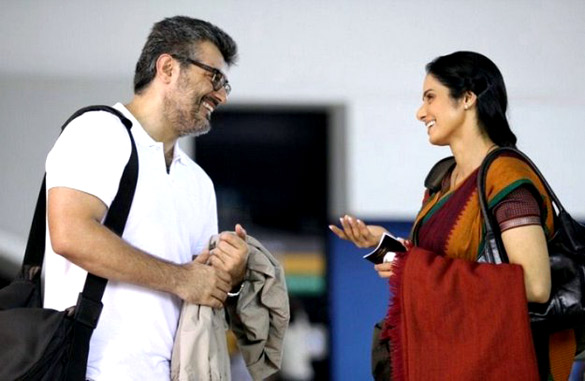
『マダム・イン・ニューヨーク』タミル語版撮影時のアジット・クマール、シュリデヴィ（2011年）

1999年は『Thodarum』『Unnai Thedi』に出演し、興行的な成功を収めた。『Vaalee』ではシムランと共演し、当時のキャリアの中で最大のヒット作となった。同作は弟の妻に想いを寄せる聾啞（ろうあ）の兄を描いたスリラー映画で、二役を演じたアジット・クマールはフィルムフェア賞タミル語映画部門主演男優賞を受賞した。また、兄弟役を演じた彼の演技は批評家からも高い評価を得ている。その後に出演した『Anantha Poongatre』『羽衣』も批評家から演技を賞賛され、25本目の出演作となる『Amarkalam』ではシャーリニと共演し、翌年に彼女と結婚している。同作は育児放棄された少年が成長する中でギャングになあっていく姿を描いた映画で、ギャング役を演じたアジット・クマールの演技は批評家から高い評価を得ている。
2000年に出演した『Mugavaree』は批評的・興行的な成功を収めた。同作は作曲家を目指す中で家族や恋人の犠牲に直面して苦悩する主人公を描いており、アジット・クマールの演技について『Rediff.com』は「アジットは真の勝者だ。彼の俳優としての成長ぶりには驚かされる。彼は傷つきやすく悲しげな主人公シュリダールを見事に演じ切っている」と批評している。ラージーヴ・メーナンの『Kandukondain Kandukondain』ではマンムーティ、アイシュワリヤー・ラーイ、タッブー、シュリーヴィディヤーと共演し、タッブー演じる女性との関係に苦悩する映画監督役を演じて批評家から高い評価を得ている。しかし、シムランと共演した『Unnai Kodu Ennai Tharuven』の興行成績は振るわなかった。
2001年は3本の映画に出演し、ライラ、スレーシュ・ゴーピと共演した『Dheena』でアジット・クマールはアクション・ヒーローとしての新しいイメージを確立し、これ以降「ターラ（Thala、リーダー）」の愛称で呼ばれるようになった。同年には『Nandha』から出演オファーがあったが辞退しており、同作にはスーリヤが出演している。続いて出演した『Citizen』は興行的な成功を収め、ジョーティカーと共演した『Poovellam Un Vaasam』ではタミル・ナードゥ州映画賞 特別賞を受賞し、フィルムフェア賞タミル語映画部門主演男優賞にノミネートされた。サントーシュ・シヴァンの『アショカ大王』ではシャー・ルク・カーンと共演している。2002年に出演した『Red』『Raja』は興行的に失敗したものの、『Red』への出演を機にアクション・ヒーローのイメージはさらに高まることになった。続いて出演したK・S・ラヴィクマールの『Villain』では知的障害者の兄と、それを介護する弟の二役を演じてフィルムフェア賞タミル語映画部門主演男優賞を受賞し、映画も興行的な成功を収めた。
2003年から2005年にかけてはモーターレースでの活動が活発化したこともあり、俳優としての活動は少なかった。2003年に出演した『Ennai Thalatta Varuvala』『Anjaneya』の興行成績は振るわず、『Saamy』『Kaakha Kaakha』『Ghajini』などのヒット作からオファーがあったものの出演にはいたらなかった。2004年に出演した『Jana』も興行成績は振るず、『Attahasam』でようやく興行的な成功を収めた。同作では二役を演じ、彼のアクション・ヒーローのイメージを強調するための挿入曲「Thala Deepavali」が作られた。2005年に出演した『Ji』は批評家から好意的に評価されオープニング興行収入も好調だったものの最終的に興行成績は失速し、アジット・クマールはイメージを再考するため短期間俳優活動を休止した。
2006年に俳優業に復帰した。復帰作となるP・ヴァースの『Paramasivan』では、役作りのために20キログラムの減量をしている。映画は同じ週に公開されたヴィジャイ主演の『Aathi』を上回る興行収入を記録した。『ザ・ヒンドゥー』は彼について「アジットの外見はスリムで張りがあるように感じられる。大幅な減量を行った結果、目だけが輝きを失っているようだ」と批評している。また、同時期にはバーラの『Naan Kadavul』に出演するために髪を伸ばしていたが、最終的に降板している。その後に出演した『Thirupathi』は平均以上の興行収入を記録し、Rediff.comは「映画は賢明さに欠けるが、アジットの気迫ある演技に救われている」と批評している。続いてアシン・トーットゥンカルと共演した『Varalaru』は興行的な成功を収め、三役を演じたアジット・クマールは批評家から高い評価を得ており、さらにフィルムフェア賞タミル語映画部門主演男優賞を受賞した。2007年に出演した『Aalwar』は興行的に失敗して短期間で上映が打ち切りとなり、続けて出演した『Kireedam』は批評家から好意的に評価され、興行的にも一定の成功を収めた。しかし、同作の撮影中にアジット・クマールは脊髄を損傷し、キャリアの初期に抱えていた身体問題を再発させてしまう。その後に出演したヴィシュヌヴァルダンの『Billa』では批評家から演技を絶賛された。同作はラジニカーント主演の『Billa』のリメイク作品で、アジット・クマールは冷酷なギャングと、彼の死により身代わりをすることになった男の二役を演じ、フィルムフェア賞タミル語映画部門主演男優賞にノミネートされた。2008年はラージュ・スンダラムの監督デビュー作『Aegan』に出演したが、興行成績は振るわなかった。

#### 2010年 - 現在

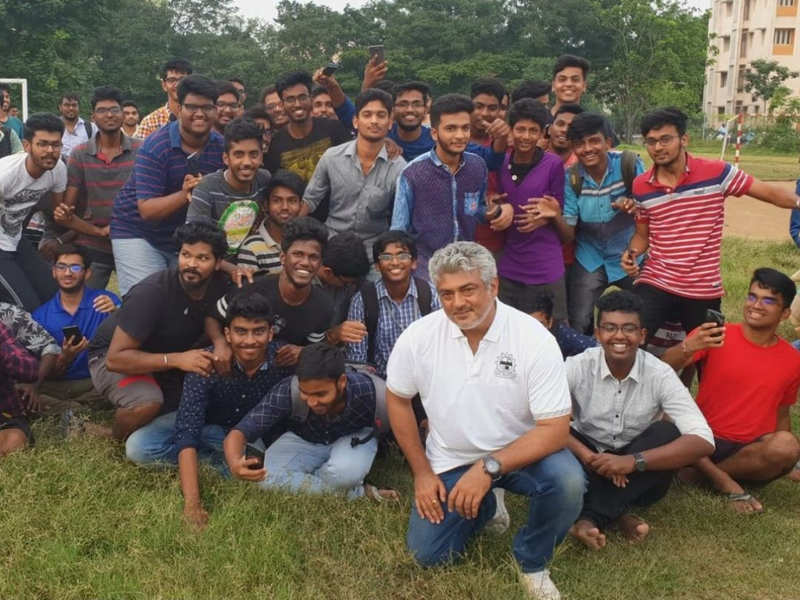
アジット・クマールとインド工科大学マドラス校の学生たち（2018年）

1年の製作期間を経て公開された『Aasal』では二役を演じ、オープニング週末興行成績は好調だったが、最終的な興行成績は振るわなかった。2度目のモーターレースへの出場を果たした後、ヴェンカット・プラブの『Mankatha』に出演し、同作が50本目の出演作となった。同作では悪徳警官のヴィナーヤク・マハデーヴァン役を演じ、これによりアジット・クマールはタミル語映画における従来からのステレオタイプなヒーロー像を打ち破ることになった。『Sify』や『Rediff.com』などは映画について「アジットだからこそ成功した完全なるアジット映画」と批評しており、彼の演技についても『Sify』は「ヴィナーヤクは血管中を氷が巡っているかのような冷酷非道な警官であり、アジットはその感情の欠落した悪党を完璧に演じている」、Rediff.comは「彼は、その有能さによって映画全体を支えている」とそれぞれ批評している。『Mankatha』は興行的な成功を収め、アジット・クマールはフィルムフェア賞タミル語映画部門主演男優賞にノミネートされている。
2012年に『Billa』の続編となる『Billa II』に出演した。批評家からは演技とスタントを絶賛されたものの、映画自体はストーリーや演出について酷評され、興行成績も振るわなかった。2013年には『Arrambam』でアーリヤー、ナヤンターラ、タープシー・パンヌと共演し、批評家や観客から高い評価を得ている。また、アジット・クマールは同作の演技でフィルムフェア賞タミル語映画部門主演男優賞にノミネートされた。2014年にタマンナー・バティアと共演した『兄貴の嫁取物語』も批評家から高い評価を受け、2015年に出演したガウタム・ヴァスデーヴ・メーナンの『Yennai Arindhaal』では警官役を演じ、批評家からは「『Kandukondain Kandukondain』以来となるアジットの最高傑作」と絶賛された。アジット・クマールは両作の演技でフィルムフェア賞タミル語映画部門主演男優賞にノミネートされ、続けて出演したシヴァの『Vedalam』でも批評家から演技を絶賛されている。2017年に出演した『Vivegam』は平凡な脚本や支離滅裂なシーンなどが酷評され、2019年は『永遠の絆』と『Nerkonda Paarvai』（『ピンク』のリメイク作品）に出演している。2022年にH・ヴィノートの『Valimai』に出演し、批評家からの評価は混合的なものとなった。2023年は『Thunivu』に出演している。

### レーサー

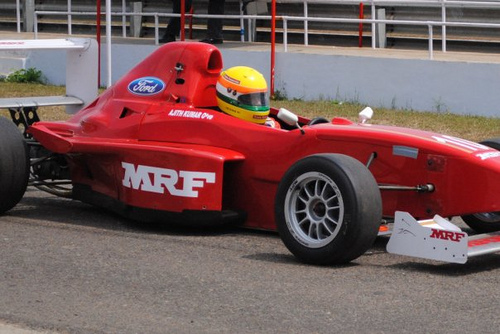
MRFレースに出場するアジット・クマール（2010年）

アジット・クマールはレーサーとしても活動しており、ムンバイ・チェンナイ・デリーなどインド各地のレースに出場している。2002年に出場したフォーミュラ・マルティのインド選手権では第4位に入賞し、その後はマネージャーのアクバル・イブラーヒームと契約してフォーミュラ・BMWアジアに出場することを表明した。最終的なランキングは12位のまま、シーズンを終えた。2003年にはフォーミュラ・アジアBMW選手権に出場している。
6年間の休養の後、FIA F2選手権に出場した。当初は出場する予定はなかったが、出演予定だったガウタム・ヴァスデーヴ・メーナンの監督作の公開時期が延期されたため出場を決めたという。これに先立ち、アジット・クマールはチェンナイで開催されたMRFレーシングシリーズの最終ラウンドに出場したが、マシントラブルで完走を断念している。その後はセパンのレースに出場し、2010年4月開催のユーラシア・レースに出場した。このF2選手権にはアルマーン・イブラーヒーム、パールティヴァー・スレーシュワーレンと共に出場している。また、レース出場のために体重を11キログラム減量をしている。

### その他の活動
1990年代に映画配給会社「サーキット9000（Circuit 9000）」を設立するが、1998年に事業から撤退し、「今後は映画製作・配給・監督業には携わらない」と宣言している。2004年にはタミル・ナードゥ州におけるネスカフェのブランド大使に任命された。また、衛生環境の改善や都市部のスプロール現象問題に取り組むため、両親の名前を冠した非営利団体「モーヒニ・マニ財団（Mohini-Mani Foundation）」を立ち上げた。このほか、無人航空機（ドローン）にも関心を抱いており、インド工科大学マドラス校で開催されたメディカル・エクスプレス2018UAVチャレンジではテストパイロット兼UAVシステムアドバイザーを務めている。

## 私生活
1990年代半ばからヘーラ・ラージャゴーパールと交際を始めたが、1998年に破局している。1999年に出演した『Amarkalam』の撮影中に共演者のシャーリニと交際を始め、ラメーシュ・カンナーからは結婚を止めるように忠告されたものの、アジット・クマールは1999年6月にシャーリニにプロポーズし、2000年4月に彼女と結婚した。夫婦の間には2人の子供がいる。

## 受賞歴

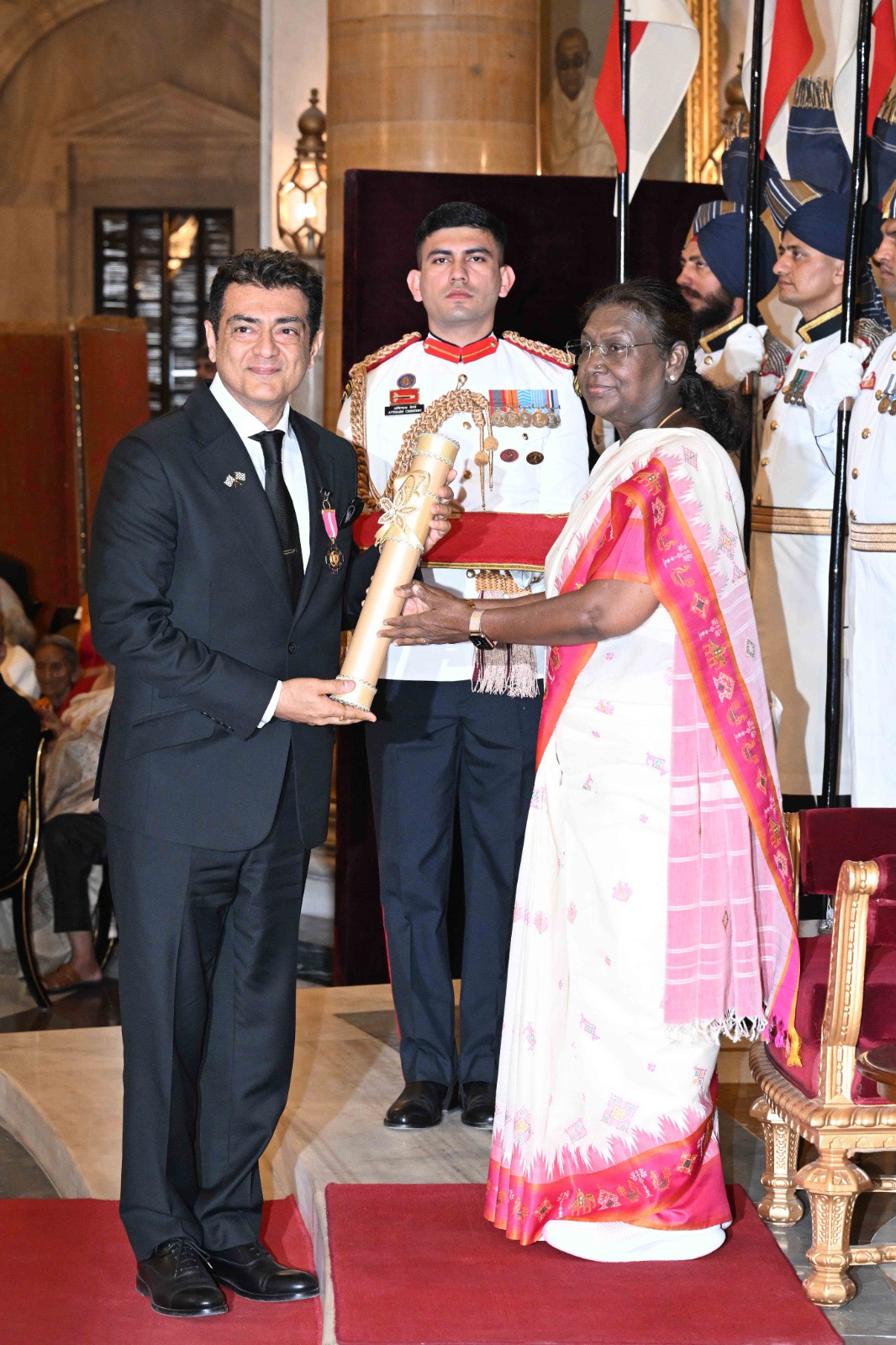
インド大統領ドラウパディ・ムルムからパドマ・ブーシャン勲章を授与されるアジット・クマール（2025年）

| 年                                | 部門                               | 作品                    | 結果       | 出典            |
| 栄典                              | 栄典                               | 栄典                    | 栄典       | 栄典            |
| --------------------------------- | ---------------------------------- | ----------------------- | ---------- | --------------- |
| 2000年                            | カライマーマニ賞                   | N/A                     | 受賞       | [ 101 ]         |
| 2025年                            | パドマ・ブーシャン勲章             | N/A                     | 受賞       | [ 102 ]         |
| フィルムフェア賞 南インド映画部門 |                                    |                         |            |                 |
| 1996年                            | タミル語映画部門主演男優賞         | 『Aasai』               | ノミネート |                 |
| 1997年                            | タミル語映画部門主演男優賞         | 『Kadhal Kottai』       | ノミネート |                 |
| 2000年                            | タミル語映画部門主演男優賞         | 『Vaalee』              | 受賞       | [ 101 ] [ 103 ] |
| 2002年                            | タミル語映画部門主演男優賞         | 『Poovellam Un Vaasam』 | ノミネート | [ 104 ]         |
| 2003年                            | タミル語映画部門主演男優賞         | 『Villain』             | 受賞       | [ 101 ] [ 105 ] |
| 2007年                            | タミル語映画部門主演男優賞         | 『Varalaru』            | 受賞       | [ 101 ] [ 106 ] |
| 2008年                            | タミル語映画部門主演男優賞         | 『Billa』               | ノミネート |                 |
| 2012年                            | タミル語映画部門主演男優賞         | 『Mankatha』            | ノミネート |                 |
| 2014年                            | タミル語映画部門主演男優賞         | 『Arrambam』            | ノミネート | [ 107 ]         |
| 2015年                            | タミル語映画部門主演男優賞         | 『兄貴の嫁取物語』      | ノミネート | [ 108 ]         |
| 2016年                            | タミル語映画部門主演男優賞         | 『Yennai Arindhaal』    | ノミネート | [ 109 ]         |
| 南インド国際映画賞                |                                    |                         |            |                 |
| 2012年                            | タミル語映画部門主演男優賞         | 『Mankatha』            | ノミネート |                 |
| 2021年                            | タミル語映画部門主演男優賞         | 『永遠の絆』            | ノミネート | [ 110 ]         |
| タミル・ナードゥ州映画賞          |                                    |                         |            |                 |
| 2001年                            | 特別賞                             | 『Poovellam Un Vaasam』 | 受賞       | [ 101 ]         |
| 2006年                            | 特別賞                             | 『Varalaru』            | 受賞       | [ 101 ]         |
| 2006年                            | MGR賞                              | N/A                     | 受賞       | [ 111 ]         |
| ヴィジャイ・アワード              |                                    |                         |            |                 |
| 2007年                            | フェイバリット男優賞               | 『Varalaru』            | 受賞       | [ 101 ] [ 112 ] |
| 2008年                            | フェイバリット男優賞               | 『Billa』               | ノミネート |                 |
| 2009年                            | フェイバリット男優賞               | 『Aegan』               | ノミネート |                 |
| 2011年                            | フェイバリット男優賞               | 『Asal』                | ノミネート |                 |
| 2012年                            | 悪役賞                             | 『Mankatha』            | 受賞       | [ 113 ]         |
| 2012年                            | フェイバリット男優賞               | 『Mankatha』            | 受賞       | [ 113 ]         |
| 2013年                            | フェイバリット男優賞               | 『Billa II』            | ノミネート |                 |
| 2014年                            | フェイバリット男優賞               | 『Arrambam』            | ノミネート | [ 114 ]         |
| 2015年                            | フェイバリット男優賞               | 『兄貴の嫁取物語』      | ノミネート | [ 115 ]         |
| ジー・シネ・アワード・タミル      |                                    |                         |            |                 |
| 2020年                            | 過去10年間で最も影響力のある俳優賞 | N/A                     | 受賞       | [ 116 ]         |
| 2020年                            | 主演男優賞                         | 『永遠の絆』            | ノミネート | [ 116 ]         |
| 2020年                            | フェイバリット男優賞               | 『永遠の絆』            | ノミネート | [ 116 ]         |
| シネマ・エクスプレス賞            |                                    |                         |            |                 |
| 1999年                            | タミル語映画部門主演男優賞         | 『Vaalee』              | 受賞       | [ 117 ]         |
| 1999年                            | タミル語映画部門主演男優賞         | 『Amarkalam』           | 受賞       | [ 117 ]         |
| 2000年                            | タミル語映画部門主演男優賞         | 『Mugavaree』           | 受賞       | [ 117 ]         |
| 2001年                            | タミル語映画部門主演男優賞         | 『Citizen』             | 受賞       | [ 117 ]         |
| チェンナイ・タイムズ映画賞        |                                    |                         |            |                 |
| 2012年                            | 主演男優賞                         | 『Mankatha』            | 受賞       | [ 118 ]         |
| 2023年                            | 主演男優賞                         | 『Leo』                 | ノミネート | [ 119 ]         |
| ディナカラン映画賞                |                                    |                         |            |                 |
| 1999年                            | 主演男優賞                         | 『Vaalee』              | 受賞       | [ 120 ]         |
| 2002年                            | 主演男優賞                         | 『Villain』             | 受賞       |                 |